# فلیکس هالفون
فلیکس هالفون (به انگلیسی: Felix Halfon) مدافع اهل اسرائیل است که از سال ۱۹۹۲ تا ۱۹۹۸ میلادی عضو تیم ملی فوتبال اسرائیل بوده و در ۳۸ بازی ملی حضور داشته است.